# Геј бар
Геј бар или геј клуб је врста бара који је углавном или искључиво намијењен ЛГБТ особама или гдје већину посјетилаца чине геј мушкарци, лезбијке, бисексуалне и трансродне особе. Термин геј у називу има широко значење и обухвата све припаднике ЛГБТ и квир заједнице. Други називи за геј бар су геј клуб, геј паб, квир бар, лезбијски бар, и други који могу да означавају специфичну подгрупу унутар ЛГБТ заједнице којој је бар првенствено намијењен. Геј барови су некада били епицентар геј културе јер су спадали међу малобројна мјеста гдје су се истополно оријентисане особе и особе са различитим родним идентитетима могле отворено дружити, без потребе да крију свој идентитет. Због све већег прихватања ЛГБТ особа у свијету од стране ширег друштва, као и због развоја друштвених мрежа на интернету, значај геј барова почиње полако да опада.